# Hôpital Saint-Antoine
Das Hôpital Saint-Antoine ist ein Krankenhaus der Assistance publique – Hôpitaux de Paris (AP-HP) im 12. Arrondissement von Paris, 184, Rue du Faubourg Saint-Antoine. Es ist Universitätskrankenhaus der Sorbonne Université. Das Krankenhaus Saint-Antoine verfügt über 780 Betten, davon 22 in Notfallbetten sowie 96 Betten im Tageskrankenhaus. Es führte 270.000 Konsultationen, 53.000 Aufnahmen und 2.400 Geburten durch (Zahlen von 2007). Es beschäftigt 3.700 Mitarbeiter, darunter 900 Mediziner (Vollzeitäquivalent). Es ist ein Zentrum für die Entnahme von Organen und Geweben, Eigentransplantationen und insbesondere auf seltene Erkrankungen spezialisiert. Ihm angegliedert ist eine staatliche Krankenschwesternschule (Institut de formation en soins infirmiers, IFSI).

## Geschichte
Per Dekret vom 11. Februar 1791 wurde die Abtei Saint-Antoine zum nationalen Eigentum erklärt. Von den Nonnen evakuiert, wurde es im Rahmen der Konvention zum Hospiz des Ostens von Paris, einerseits um den Mangel an Krankenhäusern in diesem Teil der Hauptstadt auszugleichen, andererseits um den Einwohnern des Viertels für ihre aktive Rolle bei revolutionären Ereignissen zu danken. Die Kirche Saint-Antoine wurde 1796 zerstört. Der Architekt Nicolas-Marie Clavareau war für die Ausstattung des Hospizes verantwortlich. Er startete die Schaffung von zwei zusätzlichen Flügeln, wurde aber schnell vom Geldmangel gestoppt. Das Krankenhaus mit zwei 72-Betten-Stationen (eine für Frauen, eine für Männer) hatte nur einen Arzt, einen Apotheker und etwa fünfzehn Krankenschwestern als medizinisches Personal. Die Einrichtung änderte 1802 ihren Namen und wurde zum Krankenhaus Saint-Antoine.
1811 organisierten die Hospitaliter von Sainte-Marthe de Beaune, denen das Krankenhaus bis 1881 anvertraut war, die Verteilung von Pflege und Medikamenten. Der Ausbau der Räumlichkeiten ging weiter und die hygienischen Bedingungen verbesserten sich. 1842 hatte das Krankenhaus 320 Betten. 1872 vermachte der Diamantenjuwelier Emmanuel Moïana (1799–1876) der Sozialfürsorge ein testamentarisches Vermächtnis von einer Million Franken; 1879 wurde beschlossen, diese Summe für die Errichtung eines Anbaus mit 500 Betten im Krankenhaus Saint-Antoine zu verwenden.
Große Namen der Medizin machten es Ende des 19. Jahrhunderts zu einem der renommiertesten Krankenhäuser: Georges Hayem, Marcel Lermoyez, Édouard Brissaud, Gilbert Ballet und Antoine Béclère.
Während des Ersten Weltkriegs wurde das Krankenhaus Saint-Antoine am 30. Januar 1918 bei einem Luftangriff deutscher Flugzeuge bombardiert.
Das Krankenhaus Saint-Antoine steht seit dem 4. Juni 1962 wegen seiner Fassaden und Dächer, seiner zentralen Passage im Erdgeschoss und der Treppe in seinem zentralen Bereich unter Denkmalschutz.
1965 erfanden der Arzt Étienne Lévy und der Chirurg Jean Loygue dort die Nutripompe, eine automatisch arbeitende Magensonde, und trugen dazu bei, die Abteilung für Gastroenterologie zu einer der renommiertesten in Frankreich zu machen.
Während der COVID-19-Pandemie beteiligte sich das Krankenhaus Saint-Antoine an der therapeutischen Forschung, insbesondere an der klinischen Corimuno-Plasma-Studie (Plasmatherapie), mit dem Team von Karine Lacombe, Leiterin der Abteilung für Infektions- und Tropenkrankheiten und Forscherin am Pierre-Louis-Institut für Epidemiologie und öffentliche Gesundheit.